# Чигрипш (село)
Чыгры́пш (абх. Чагрыпш) или Чагрипш (груз. ჩიგრიფში) — село в Абхазии, в Гагрском районе частично признанной Республики Абхазия, согласно административному делению Грузии — в Гагрском муниципалитете Абхазской Автономной Республики. Высота над уровнем моря составляет 500 метров.

## Население
По данным 1959 года в селе Чагрипш жил 321 житель, в основном русские и армяне. В 1989 году в селе проживало 285 человек, также в основном русские и армяне.